# دور الكنيسة الكاثوليكية في الحضارة الغربية
دور الكنيسة الكاثوليكية في الحضارة الغربية متشابك بشكل معقد مع التاريخ وعن طريق تشكيل المجتمع الغربي. كانت الكنيسة من خلال تاريخها الطويل مصدرًا رئيسيًا للخدمات الاجتماعية مثل الرعاية الطبية والتعليم؛ واحد أهم رعاة الفن الغربي والثقافة والفلسفة، وكان لها دورًا مؤثرًا في السياسة.
عقب ظهور البروتستانتية لم يعد الغرب منطقة كاثوليكية خالصة، الا أنّ التراث الكاثوليكي يبقى قوي في الدول الغربية: يتمثل في كون الأعياد المسيحية مثل عيد الفصح وعيد الميلاد أيام عطل رسمية في كافة العالم الغربي؛ وفي التقويم الغريغوري الذي قام البابا غريغوري الثالث عشر بإصلاحه واصداره والذي أضحى تقويمًا عالميًا ومدنيًا، وفي تقسيم تواريخ البشرية إلى قبل وبعد ميلاد يسوع مؤسس المسيحية.

## الأخلاق
كان للكتاب المقدس واللاهوت الكاثوليكي تأثير هام على الفلسفة الغربية والنشطاء السياسيين. فتعاليم يسوع كانت من بين المصادر المهمة للمفاهيم الحديثة لحقوق الإنسان والرفاه وغيرها من التدابير المنصوص عليها عادًة من قبل الحكومات في الغرب. وكانت للتعاليم الكاثوليكية تأثير طويل في الحياة الجنسية للغربيين من خلال نظرة الكنيسة بشأن النشاط الجنسي والزواج.
لعبت الكاثوليكية دورًا في إنهاء ممارسات مثل التضحية البشرية، والرق، ووأد البنات وتعدد الزوجات. تأثر وضع المرأة من خلال الكنيسة مع إدانة الكنيسة لقتل الأطفال (حيث كانت الانتى أكثر عرضة للقتل)، والطلاق، وسفاح المحارم، تعدد الزوجات، وتحديد النسل والإجهاض والخيانة الزوجية. في حين أن تعاليم الكنيسة الرسمية وفي اللاهوت المسيحي يتساوى الرجل والمرأة في الحقوق والواجبات، استنادًا إلى تعاليم يسوع في المساواة بين الجنسين، ولعل من أبرز مظاهر تكريم ورفع شأن المرأة هو التكريم الخاص لمريم العذراء، لدى أغلب كنائس وطوائف العالم المسيحي، واللاهوت المريمي أحد فروع علم اللاهوت العقائدي الذي يدرس دور مريم في العقيدة المسيحية، ويعرف أيضًا باسم الماريولوجي.
أعتبرت الكنيسة علاقتها مع مريم العذراء علاقة بنوّة، وهو ما أثر على عدد وافر من الفنانيين في صورة مريم العذراء والتي أطلق عليها لقب السيّدة أو مادونا. وكانت موضوعًا محوريًا للفن والموسيقى الغربية والأمومة والأسرة، فضلاً عن ترسيخ مفاهيم التراحم والأمومة في قلب الحضارة الغربية، كما يعتقد عدد وافر من الباحثين منهم آليستر ماكراث؛ وعلى العكس من ذلك، فقد أثرت القصة التوراتية لدور حواء على النظرة للمرأة في المفهوم الغربي بوصفها «الفاتنة».

## السياسة
شاركت البابوية بشكل معقد في السياسة الأوروبية من البابا لاوون الكبير الذي التقى بأتيلا الهوني في عام 452، وأقنعه إلى العودة إلى الوراء من غزوه لإيطاليا؛ وإلى البابا ليو الثالث الذي أعلن شارلمان ملكًا على الإمبراطورية الرومانية المقدسة وإلى البابا كليمنت السابع الذي رفض إبطال زواج هنري الثامن، وبالتالي دفع إلى نشوء حركة الاصلاح الإنجليزي، وأخيرًا إلى البابا يوحنا بولس الثاني الذي يعود له الفضل على انهيار الشيوعية في أوروبا. ساهم التنافس بين الأمراء والباباوات والنزاعات اللاهوتية لعدة صراعات سياسية في التاريخ الغربي، وعلى الرغم من ذلك فقد تصرفت البابوية أيضًا كوسيط للسلام والحكم بين الحكام المتنافسين.
بينما اشتبكت الكنيسة على مر التاريخ مع القوات الغربية المتنافسة مثل الوثنية والمسيحية الأرثوذكسية والبروتستانتية والشيوعية الا أنّ نفوذها ما يزال قائم وضخامة مساهمة الكاثوليكية للتراث الغربي لا يمكن إنكاره.
ولا تزال الكاثوليكية دين الأغلبية في عدة دول غربية كبرى بما في ذلك الأرجنتين، البرازيل، المكسيك، إيطاليا، فرنسا، إسبانيا، البرتغال، النمسا، المجر، جمهورية أيرلندا وبولندا فضلًا عن وجود أقليات كاثوليكية كبيرة ومتزايدة في دول مثل الولايات المتحدة وأستراليا وألمانيا وكندا.

## العلوم
خلال القرون الوسطى كانت الكنيسة قوة دافعة في مجال التعليم، فقد ظهرت مدارس قرب الكنائس والكتدرائيات، عن طريق رعايتها لمختلف أنواع العلوم، ودُعيت بمدارس الكاتدرائية. وكانت هذه المداراس مراكز للتعليم المتقدم، وأصبح بعض من هذه المدارس في نهاية المطاف الجامعات الأولى في الغرب. وأُعتبرت مدرسة كاتدرائية شارتر أكثر المدارس شهرةً وتأثيرًا.
وقد دعمت الكنيسة الكاثوليكية البحث العلمي حيث شكلت الأديرة مراكز حضارية لحفظ الفكر والعلوم القديمة، وبنت الكنيسة الجامعات الأولى في العالم الغربي، اخذت معظم البحوث العلمية مكانة في الجامعات المسيحية وعمل بها أيضًا أعضاء من الجماعات الدينية، وكتب المؤرخ لورانس برينسيبي «من الواضح في السجل التاريخي أنّ الكنيسة الكاثوليكية كانت على الأرجح أكبر وأحد أهم رعاة العلم في التاريخ، كما كان العديد من المساهمين في الثورة العلمية من الكاثوليك، وكانت المؤسسات الكاثوليكية العديدة من المؤسسات ذات التأثيرات الرئيسية على صعود العلم الحديث .» مجال علم الفلك هو مثال على التزام الكنيسة في مجال العلوم. المؤرخ ج.ل هيلبرون في كتابه الشمس في الكنيسة: الكاتدرائيات والمراصد الشمسية كتب «أعطت الكنيسة الكاثوليكية المزيد من المساعدات المالية والدعم لدراسة علم الفلك لأكثر من ستة قرون، بدءًا من استعادة المعارف القديمة خلال العصور الوسطى المتأخرة وفي عصر التنوير، ربما أكثر من غيرها من المؤسسات.» كما أن العلاقة بين المسيحية والطب تعود إلى عصور المسيحية المبكرة إذ كان للمفاهيم المسيحية من الرعاية ومساعدة المرضى دور في تطوير الأخلاق الطبية. في العصر الحديث تعدّ الكنيسة الكاثوليكية أكبر مزود غير حكومي للرعاية الصحية في العالم. والعديد من المؤسسات الكاثوليكية كانت مسؤولة عن تأسيس وتشغيل شبكات واسعة من المستشفيات في مختلف أنحاء العالم والتي لها دور في تقّدم الأبحاث الطبية.

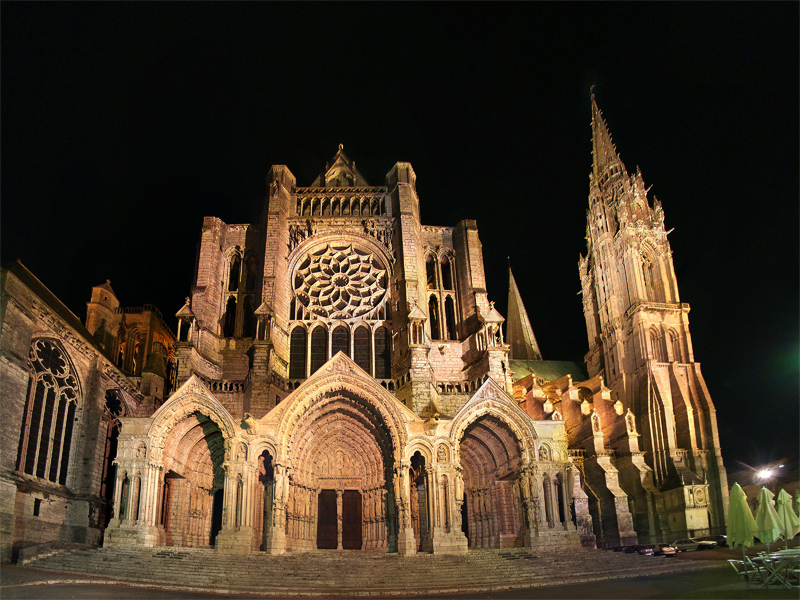
مدرسة كاتدرائية شارتر، كان لها دور هام في حفظ الفكر القديم ونشر العلوم في العالم الغربي.

على مر العصور ساهم كل من رجال الدين والعلمانيين الكاثوليك على حد سواء مساهمات كبيرة في تطوير العلوم والرياضيات والطب من العصور الوسطى إلى اليوم. وتشمل القائمة كوكبة من العلماء ممّن غيروّا معالم العلوم منهم على سبيل المثال لا الحصر غاليليو غاليلي، ورينيه ديكارت، ونيكولاس كوبرنيكوس، ولويس باستور، وبليز باسكال، وأندريه ماري أمبير، وجريجور مندل، وشارل أوغستان دي كولوم، وبيير دي فيرما، وأنطوان لافوازييه، ومارين ميرسين، وأليساندرو فولتا، وأوغستين لوي كوشي، وبيير دوهيم، وبيير جاسندي وجورجيوس أغريكولا وغيرهم. كما وكان التأثير الثقافي للكنيسة واسع يُذكر أن العديد من رجال الدين في الكنيسة الرومانية الكاثوليكية على مر التاريخ قد قدموا اساهمات كبيرة في مجال العلوم. وتشمل قائمة العلماء من رجال الدين العديد من الأسماء اللامعة، كان منهم رواد في علم الفلك، علم الوراثة، علم المغناطيسية الأرضية وعلم الطقس والزلازل، والفيزياء الشمسية، والطب وأصبح بعض منهم «الآباء» لهذه العلوم. وتشمل قائمة العلماء من رجال الدين أسماء لامعة مثل نيكولاس كوبرنيكوس ويُعتبر أول من صاغ نظرية مركزية الشمس وكون الأرض جرماً يدور في فلكها، غريغور يوهان مندل وهو من أهم علماء الجينات والوراثة، جورج لومتر وآخرين.
خلال العصور الوسطى تشابك كل من العلم واللاهوت إلى حد كبير، أمّا في العصر الحديث، مع تطوّر العلوم التجريبية أصبح يتظر إلى الأديان وعلم اللاهوت بوصفها تنتمي إلى مختلف المجالات (ومتضاربة في بعض الأحيان).
أسس إغناطيوس دي لويولا الأسباني جمعية اليسوعيين في عام 1540. وأُعتبر اليسوعيين نخبة المجتمع الأوروبي وعمل عدد منهم كمربين للملوك في الدول الكاثوليكية. وخرّجت مدارس وجامعات اليسوعيين نخبة وصفوة المجتمعات الغربية. وبالتالي تاريخيًا كانت الرهبانية اليسوعية من أهم رعاة العلوم في الكنيسة الكاثوليكية، فقد أنشأ اليسوعيين عدد كبير من الجامعات والمدارس والكليّات والمؤسسات التعليمية المرموقة، مما أدى إلى نشاط عدد منهم في العلوم. وشكلت جامعات اليسوعيين معاقل للفكر والعلم ومن مراكز النخبة الثقافية.

## العمارة

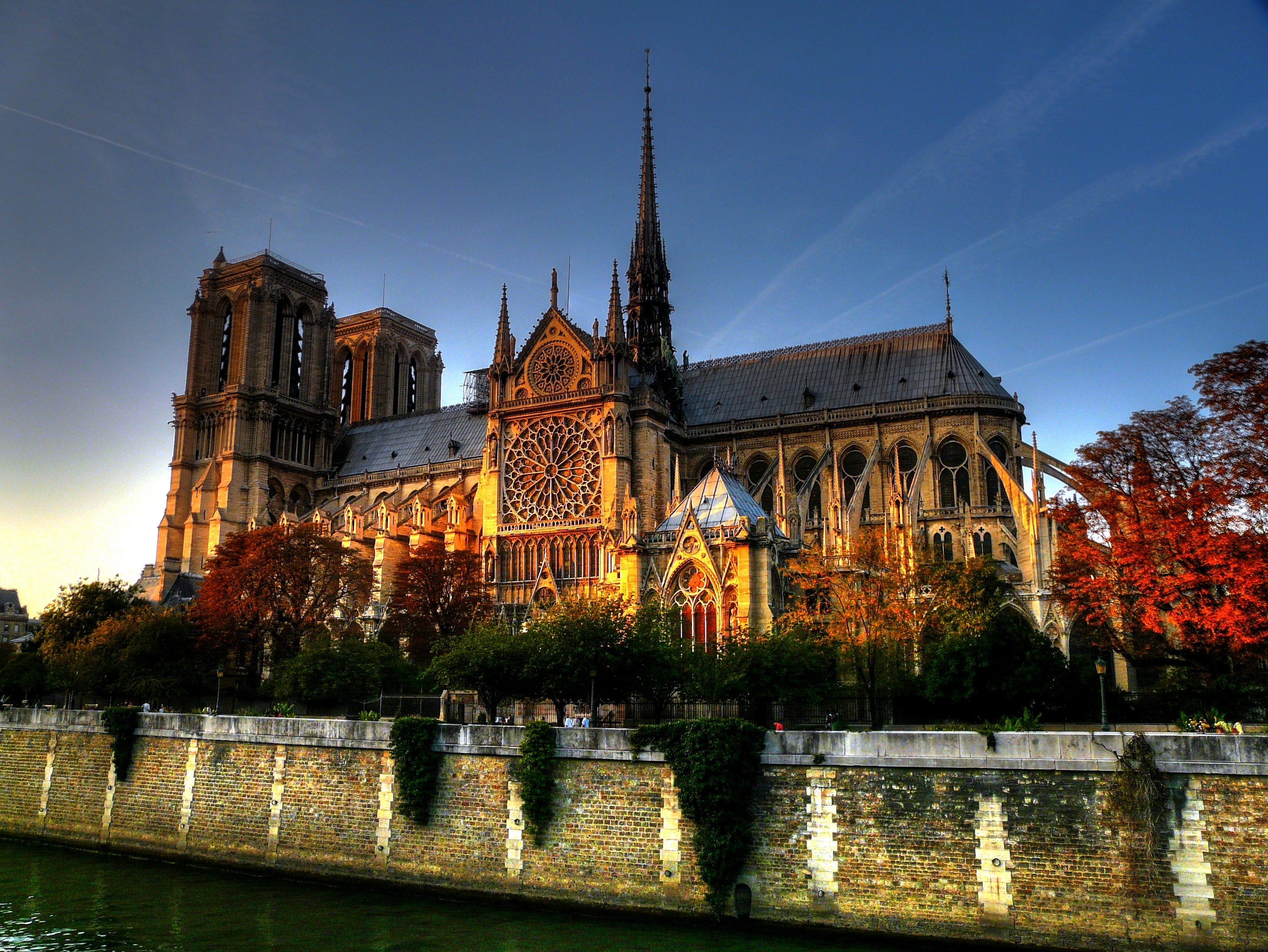
تُعتبر كاتدرائية نوتردام دو باري من أيقونات العمارة الكاثوليكيَّة.

خلال العصور الوسطى، ارتفع شأن الكنيسة الكاثوليكية لتحل محل الإمبراطورية الرومانية بوصفها قوة موحدة في أوروبا. تعتبر الهندسة المعمارية الكاثوليكية في أوروبا غنية أيضاً ومثيرة للإعجاب وهي بين المآثر الأكثر شهرة من الهندسة المعمارية التي أنتجتها الحضارة الغربية. كان للكاثوليكيَّة أثر في تطور العمارة والهندسة المعمارية من خلال التصماميم المسيحية للكنائس من العمارة البيزنطية، والكنائس والاديرة الرومانية، الكاتدرائيات القوطية وكنائس عصر النهضة. وكانت هذه المباني الكبيرة، مركزًا معماريًا مرموقًا ومن البناي المهيمنة في المدن والريف. وقد طوّرت العمارة المسيحية تقنيّات وفنون وديكورات الهندسة المعمارية.
ولعل أبرز المآثر للعمارة المسيحية هي الكاتدرائيات والبازيليكا. البازيليكيا والكاتدرائيات على وجه الخصوص، حوت أشكال هيكلية معقدة والتي توجد في كثير من الأحيان بشكل أقل في كنائس الرعية. كما أنها تميل إلى عرض مستوى أعلى من النمط المعماري المعاصر والعمل مع عدد كبير من الحرفيين من اجل إنجازه، واحتلت الكاتدرائية مكانة اجتماعية وثقافية وتاريخية هامة في الحضارة الغربية. عدد من الكاتدرائيات والكنائس والأديرة الكاثوليكيَّة، تعتبر من بين الأعمال الأكثر شهرة في فن العمارة على كوكب الأرض. وتشمل هذه بازيليك القديس بطرس في روما؛ نوتردام دي باريس، وكاتدرائية كولونيا، وكاتدرائية ساليسبوري، وكاتدرائية براغ، وكاتدرائية لنكولن، ودير القديس دينيس في باريس، وبازيليك سانتا ماريا ماجوري في روما، وكنيسة سان فيتالي في رافينا؛ وبازيليك القديس مرقص في البندقية، وكاتدرائية واشنطن الوطنية، وساغرادا فاميليا في برشلونة.

## الفن والموسيقى والأدب

### الفن

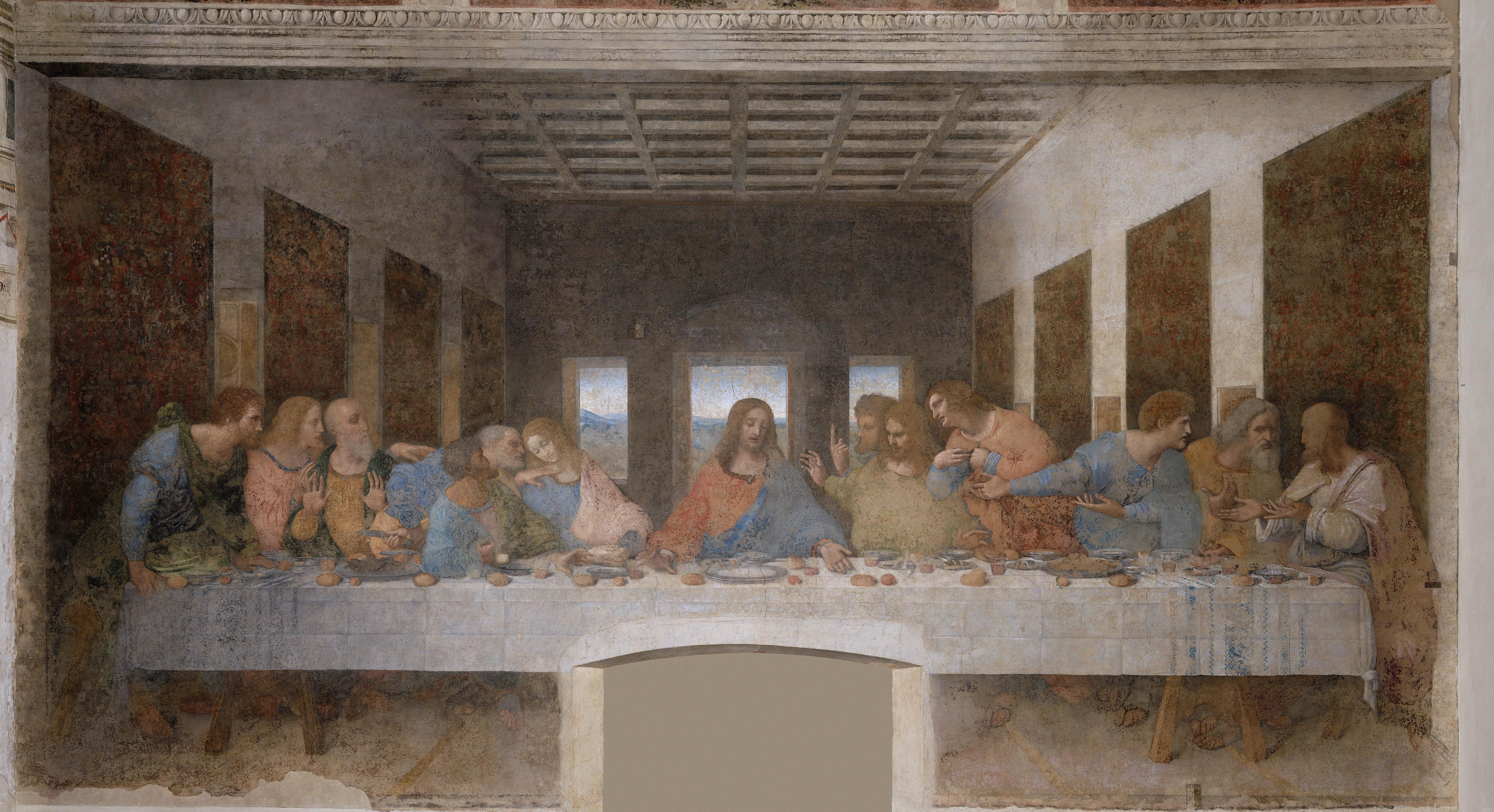
العشاء الأخير، إحدى أهم أعمال ليوناردو دا فينشي.

جلب الإصلاح البروتستانتي حدًا للوحدة الدينية في الغرب والعالم المسيحي، ورغم ذلك تظل روائع عصر النهضة الفنيّة قد أنتجها كوكبة من الفنانين الكاثوليك أمثال مايكل أنجلو، ليوناردو دا فينشي ورافاييل وغيرهم من الفنانين الكاثوليك الذين تركوا بصمة على الفن الغربي.
ظهرت خلال الإصلاح البروتستانتي حركة دعت إلى تدمير الصور الدينية فالبروتستانتية لم تحبذ التصوير، ادّى ذلك إلى نشوء نوع فن جديد في الكنيسة الكاثوليكية وهو فن الباروك والروكوكو. نشطت خلال عصر النهضة حركة فن الرسم والنحت واحتكر الفاتيكان أغلب الفنانين: ليوناردو دافنشي، ميكيلانجيلو، رافائيل وغيرهم. كما إن أغلب التحف الفنية القائمة حتى اليوم في مختلف أنحاء أوروبا والتي تعود لعصر النهضة، يعود الفضل في بنائها لتشجيع بابوات ذلك العصر.

### الموسيقى
بلغت الموسيقى الغربية مع الكنيسة ذروة مجدها من ناحيتي الأداء الغنائي وانتشار العلوم والبحوث والدراسات الموسيقية. فالرهبان وضعوا أول أشكال تدوين الموسيقى الغربية الحديثة من أجل توحيد القداس الكنسي في جميع أنحاء العالم، وقد ألف عدد هائل من الموسيقى الدينية على مر العصور. أدى هذا مباشرة إلى نشوء وتطور الموسيقى الكلاسيكية الأوروبية، والعديد من مشتقاته. وشجعت الكنيسة الكاثوليكية على وجه الخصوص النمط الباروكي، وشمل ذلك الموسيقى والفن والعمارة، وذلك في مرحلة ما بعد الإصلاح البروتستانتي فقد شجعت الكنيسة هذا النوع الديني من الفنون كوسيلة لتحريك العاطفة، ما أدى إلى تحفيز الحماس الديني.
قائمة كبيرة من الملحنين والموسيقيين الذين انتجوا أعمال فنية سميت «بالموسيقى المقدسة» والتي لها مكانة بارزة في الثقافة الغربية وشهرة واسعة النطاق، بعضها تخص الكنيسة الكاثوليكية كقصيدة «إلى السعادة» للودفيج فان بيتهوفن، وأوبرا «افي فيروم كوربوس» لفولفغانغ أماديوس موتسارت؛ والعمل الفني الشهير «السلام عليك يا مريم» لفرانز شوبرت، وعمل سيزار فرانك في «الخبز الملائكي»، أنطونيو فيفالدي في أوبرا «المجد لله».

### الأدب

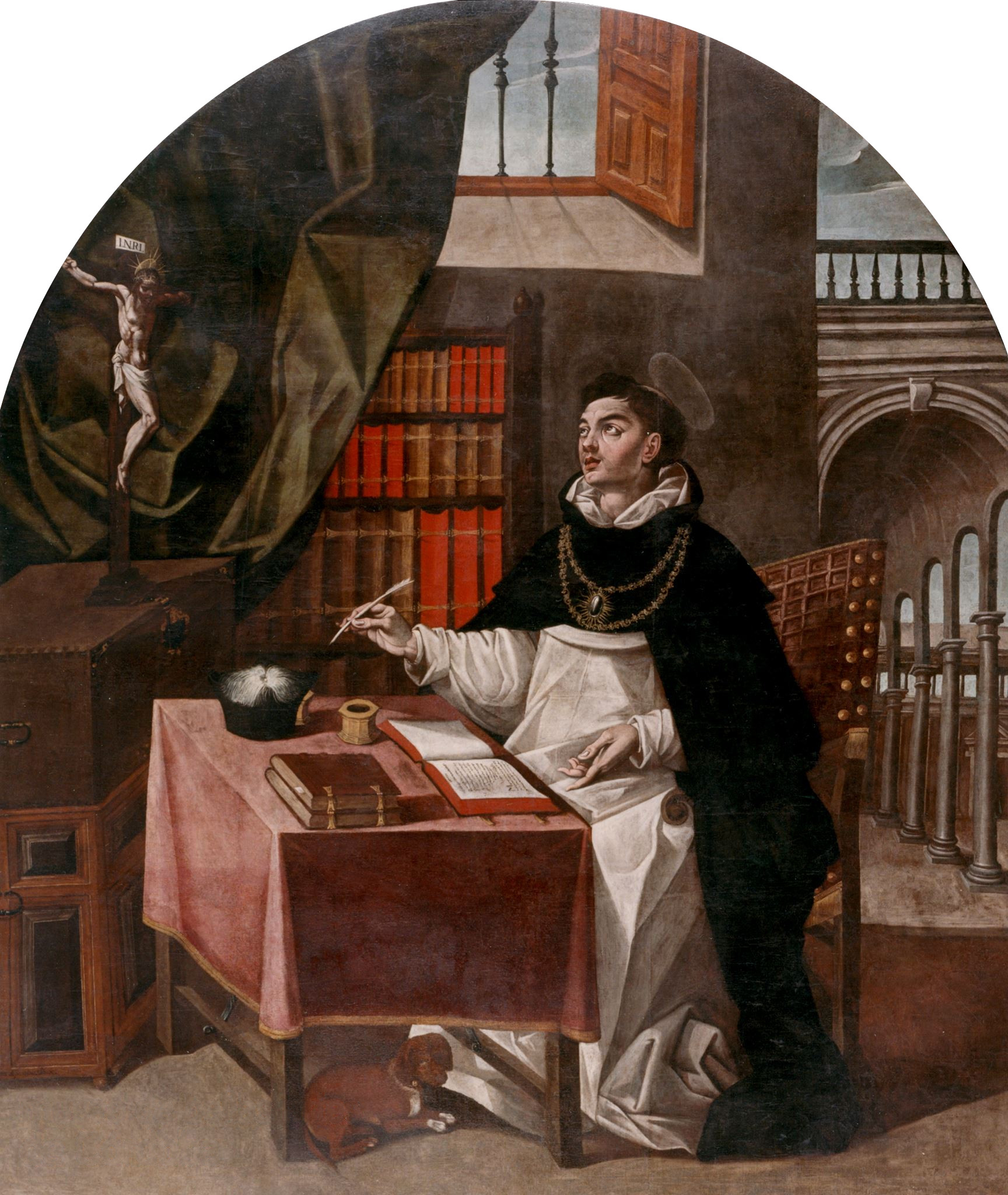
توما الأكويني، وهو أبو المدرسة التوماوية في الفلسفة واللاهوت.

بعد قيامة يسوع بحسب العقيدة المسيحية، نمت المسيحية لتكون الدين السائد في الامبراطورية الرومانية وبدأ تقليد دراستها ودراسة علومها ولاهوتها. شكلّت تعاليم يسوع ومواعظه ونصوص الكتاب المقدس المختلفة ركائز للأدب المسيحي، مثالاً على ذلك تعتبر أمثال يسوع، لا سيّما في الحضارة الغربية، واحدة من أكثر القصص شهرة في العالم.
إحدى أهم الكتابات المسيحية التي انتشرت على نطاق واسع، كتاب القديس أوغسطينوس «الاعترافات»، وفيه يسرد قصة شبابه وتحوله إلى المسيحية، ويعتبر كتاب «الاعترافات» أول سيره ذاتية مكتوبة في الأدب الغربي. وقد أثرت كتابات أوغسطينوس ومنها «المدينة الفاضلة» تأثيرًا عميقًا في الثقافة الغربية. واللاهوتي والفيلسوف توما الأكويني، كان أحد الشخصيات المؤثرة في مذهب اللاهوت الطبيعي، وهو أبو المدرسة التوماوية في الفلسفة واللاهوت. تأثيره واسع النطاق على الفلسفة الغربية، وكثيرٌ من أفكار الفلسفة الغربية الحديثة هي إما ثورة ضد أفكاره أو اتفاقٌ معها، خصوصاً في مسائل الأخلاق والقانون الطبيعي ونظرية السياسة. وقد الف العديد من المؤلفات عن الفلسفة وتعتبر إحدى الأعمال الأكثر تأثيرًا في الادب الغربي. وتضم قائمة منظرّي الفلسفة المسيحية أسماء كثرى أبرزها أوغسطينوس، توما الأكويني، فرانسيس بيكون، بليز باسكال.
وكان قد كتب يعقوب دي فراغسي «حكايات ذهبية» أو «الأسطورة الذهبية» وفيه يسرد حكايات القديسين وقد أثّر هذا الكتاب في الفن والثقافة والفلكلور الغربي، كما وكتب الفيلسوف ورجل الدولة الإنجليزي توماس مور، «يوطوبيا» أو «المدينة الفاضلة» وذلك في عام 1516، ألّف إغناطيوس دي لويولا وهو شخصية رئيسية في حركة الإصلاح الكاثوليكي، كتاب تأملات مؤثرة ومعروفة باسم «الرياضات الروحية».

## انتقادات
إنتُقدت العديد من الإجراءات الكنسيّة والتي كان لها تأثير عميق على المجتمع الغربي؛ تجدر الإشارة بوجه خاص الإنتقادت الموجهة إلى الممارسات التعسفية والقاسية لمحاكم التفتيش الرومانية والإسبانية، ومحاكمة غاليليو غاليلي، ورفض منح سر الكهنوت للمرأة، ومعاداة المثليين. ومع ذلك فقد حاولت الكنيسة تحديث مواقعها في المناقشات الموضعية: من خلال الإدانة البابوية للعبودية عام 1839، إلى هجوم البابوية على النازية عام 1937، وإلى الادانات التي قام بها البابا يوحنا بولس الثاني ضد الحرب على العراق عام 2003 فضلًا عن إعلان البابا يوحنا بولس الثاني عام 2000 سلسلة من الاعتذارات عن «الأخطاء» التي اقترفتها الكنيسة الكاثوليكية خلال تاريخها، وقد شملت الاعتذارات اليهود وجاليليو والمسلمين والنساء.